# 山田祐嗣
山田 祐嗣（やまだ ゆうじ、1934年 - 2020年11月28日）は、共同テレビ所属のフリーアナウンサー。元ニッポン放送、フジテレビアナウンサー。共同テレビ取締役を経て、フジテレビおよびFNN系列局の新人アナウンサーの研修指導講師、アナウンストレーニング講座「アナトレ」の特別講師を担当していた。東京府出身。

## 来歴・人物
東京都立日比谷高等学校を経て慶應義塾大学文学部卒業後、1957年、ニッポン放送にアナウンサーとして入社。ニッポン放送の同期には、同じくフジテレビ「アナトレ」で講師を務めている枇杷阪明やリポーターの東海林のり子がおり、特に枇杷阪とは中学・高校も同じで第二次世界大戦終戦の年からの親友である。
1959年からは、当時開局したばかりのフジテレビに出向、ニッポン放送の仕事と兼務していたが、1962年にフジテレビへ正式移籍。その後は1964年東京オリンピック、モントリオールオリンピック、ロサンゼルスオリンピックやボクシング、プロ野球中継などスポーツ番組を主に担当し、「スター千一夜」の司会やニュース番組も担当していた。
ボクシング中継では輪島功一（元世界ジュニアミドル級王者）の世界戦中継実況を後輩の逸見政孝と交互に担当しており、輪島の王座奪取の試合（1971年、カルメロ・ボッシ戦）と2度目の防衛戦（1972年、マット・ドノバン戦）の実況映像が現存している。
1978年の日本シリーズではヤクルト・大杉勝男の疑惑のホームランの判定を巡り、1時間19分に渡る猛抗議による中断があった試合（第7戦）の実況を務めた。報道局解説放送室長、編成局アナウンス部長（いずれも現在の編成制作局アナウンス室長）を経て1989年に定年退職。なお、1986年から定年までは編成局次長とアナウンス部長を兼務していた。
「声は人なり」をモットーに、現役時代から新人アナウンサーにはアナウンスの技術指導のみならず、日本語の素晴らしさや「喋りの職人」としての心得なども伝授した。また、須田哲夫、堺正幸、田丸美寿々、福井謙二、益田由美などの採用を決め、育成した。以降も死去するまで古巣のフジテレビからの依頼で特別講師として後輩アナウンサーの指導にあたっていた。
2020年11月28日、肺がんのため死去していたことが同年12月5日に明らかにされた。86歳没。

## 過去の担当番組
- スター千一夜（司会）
- スポーツ中継各種
  - プロ野球中継
  - プロ野球ニュース
  - ダイヤモンドグローブ
  - ワールドカップバレーボール
  - 春の高校バレー
- オールスター紅白大運動会（第1回の実況）

## 関連人物
- 今井彬（ニッポン放送の同期、フジテレビアナウンス室長の前任）